# Arthur March
Arthur March (* 23. Februar 1891 in Brixen; † 17. April 1957 in Bern) war ein österreichischer Physiker.
Arthur March studierte Mathematik und Physik. 1913 promovierte er mit der Arbeit Die Änderung des Widerstandes eines Elektrolyten im magnetischen Felde. Anschließend unterrichtete er von 1914 bis 1924 an einem Mädchengymnasium in Innsbruck. Nachdem er sich 1917 habilitierte und Titularprofessor wurde, wurde er 1926 außerordentlicher Professor an der Universität Innsbruck. Im Juli 1929 heiratete er Hildegunde March, geb. Holzhammer (* 1900). Von 1934 bis 1936 war er Gastprofessor an der University of Oxford. Anschließend übernahm er den Lehrstuhl für theoretische Physik an der Universität Innsbruck. Seit 1955 gehörte March dem Wissenschaftlichen Beirat der Sachbuchreihe Rowohlts deutsche Enzyklopädie an.
Seine Forschungsgebiete waren Quantenmechanik, Theorie der Röntgenspektren und Thermodynamik.
March führte eine Elementarlänge als Naturkonstante ein.
March war langjährig mit Erwin Schrödinger befreundet, welcher ein Verhältnis mit Marchs Frau Hildegunde hatte. In der offenen Beziehung wurde Ruth Braunizer (1934–2018) geboren.

## Schriften
- Grundlagen der Quantenmechanik. 1931.
- Einführung in die moderne Atomphysik. 1933.
- Der Weg des Universums. Bern 1948.
- Natur und Erkenntnis in der Konstruktion des heutigen Physikers. 1948.
- Quantum theory of particles and wave fields. 1951.
- Die physikalische Erkenntnis und ihre Grenzen. Braunschweig 1955.
- Das neue Denken der modernen Physik. (= Rowohlts deutsche Enzyklopädie, Bd. 37). Hamburg 1957 und 2. Auflage 1967, Reinbek bei Hamburg.